# Planet Waves
Planet Waves ist das 14. Studioalbum des amerikanischen Musikers Bob Dylan, das er zusammen mit den Musikern von The Band aufgenommen hat. Es erschien am 17. Januar 1974 auf dem Plattenlabel Asylum Records und wurde von Rob Fraboni produziert. Als er jedoch im selben Jahr wieder zu Columbia Records zurückkehrte, übernahm dieses Label von diesem Zeitpunkt an die Veröffentlichung von Planet Waves.

## Entstehung
Ermutigt von den guten Kritiken und dem Erfolg seines Soundtracks Knockin’ on Heaven’s Door begann Dylan, sich mit neuen musikalischen Ideen auseinanderzusetzen und schrieb im Herbst 1973 das Material für ein anstehendes Album. Mit Robbie Robertson erörterte er außerdem Pläne einer Nordamerika-Tournee zusammen mit The Band – der ersten seit 1966. Außerdem wechselte Dylan seine Plattenfirma und unterschrieb für einige Alben bei David Geffens Asylum Records. Prompt publizierte Columbia Records am 19. November 1973 ohne Dylans Beteiligung das Album Dylan – A Fool Such as I, eine miserable Platte mit Outtakes.
Das Album Plant Waves wurde zwischen dem 2. und dem 14. November 1973 im Tonstudio Village Recorder in West Los Angeles eingespielt. Die Aufnahmen entstanden größtenteils im Stil spontaner Einspielungen ohne lange Proben und zeugen von einer enormen Vertrautheit zwischen Dylan und seinen langjährigen Wegbegleitern von The Band. In vielen Fällen wurden die Titel nur kurz hinsichtlich Tempo und Rhythmus angespielt und dann gleich in einem Take aufgenommen. Entsprechend wenig Sorgfalt zeigt Planet Waves bezüglich der konkreten Produktionsarbeit, was wohl auch daran lag, dass mit Rob Fraboni kein gelernter Produzent die Aufnahmen leitete, sondern ein Tontechniker. Kein Titel demonstriert die technischen Unzulänglichkeiten besser als Wedding Song: Stellenweise scheppert eines der Mikrokabel an den Mikrofonständer und die Klangfülle der Gitarre wechselt mehrmals.
Ursprünglich sollte das Album Ceremonies of the Horseman heißen, nach einer Zeile in seinem Song aus dem Jahr 1965 Love Minus Zero/No Limit. Als Dylan den Titel im letzten Augenblick zu Planet Waves abänderte, verzögerte sich die Veröffentlichung um zwei Wochen. Auf dem Plattencover befindet sich ein handgeschriebenes Gedicht Dylans, der darin seine Freude zeigt, wieder an einem neuen Album zu arbeiten.
Das Album war Dylans erstes Nummer-eins-Album in den USA. Die Kritiken waren gut, wenn auch nicht enthusiastisch. Nach schwachen Vorgängerwerken wie Self Portrait und Dylan wirkte Planet Waves jedoch wieder erfrischend und stark. Es enthielt mit Forever Young einen Song, der später von vielen bekannten Musikern gecovert wurde, so z. B. von Joan Baez, The Band oder Grateful Dead. Dylan veröffentlichte auf Planet Waves zwei Versionen des Stücks; eine langsame Ballade und eine schnellere Version. Die langsamere wurde schließlich die bekanntere.
Planet Waves erschien während der großen "Comeback Tour 1974" von Dylan.
Die Musikzeitschrift Rolling Stone gab Planet Waves drei von fünf möglichen Sternen. Allmusic bewertete das Album mit 3,5 von 5 Sternen.

## Bedeutung
Planet Waves hält kein gleichbleibend hohes Niveau, es hat seine schwachen Stellen und verlässt sich zuweilen sehr stark auf das Funktionieren einfacher Klischees. Trotzdem ist es von allen Dylan-Platten vielleicht das am meisten unterschätzte Album, denn über viele Strecken wirkt es unverbraucht und zeigt eine Qualität, wie sie Dylan seit John Wesley Harding (1967) nicht mehr gelungen war. Viele Kritiker sehen es hauptsächlich als Übergangswerk zwischen New Morning (1970) und den Meisterwerken Mitte der Siebziger Jahre. Dabei kam Planet Waves die Rolle des Impulsgebers für die Folgealben zu, viele der dortigen Themen und Sichtweisen waren hier bereits im Kern angelegt. Dylan war auf dem Weg zu neuer Ungebundenheit, wie er sie in seinen jungen Tagen erlebt hat und später idealisierte. Die Struktur der Familie wurde ihm zu starr, Dylan erlebte sie als zu einengendes Korsett. Auch wenn er keinen vollständigen Bruch vollzog, steuerte er jedoch bereits zielstrebig auf die Trennung von seiner Frau Sara hin. Das Album handelt also nur vordergründig noch einmal von beschaulicher Familienidylle und persönlichem Glück.
Der mit Abstand bekannteste Song des Albums ist Forever Young, der zu einer Fan-Hymne wurde und zu einem der am häufigsten gespielten Stücke Dylans. In gewisser Weise ist der Song das Lebewohl an seine Kinder, gleichsam das Vermächtnis eines Mannes, der seinen Weg gehen muss und deshalb seine Familie verlässt. Auf Planet Waves sind zwei Versionen zu hören: am Ende von Plattenseite Eins eine langsame, getragene Version, die zum Vehikel unzähliger Live-Interpretationen wurde und zu Beginn der zweiten Seite folgt eine flotte, countryartige Fassung, die dem Lied etwas von seiner Eindringlichkeit nimmt. Die Songs Wedding Song und Dirge stellen zwei extreme Pole in Dylans damaliger Gefühlswelt dar. Während der Wedding Song ein Hochzeitslied voller Glorifizierung ist, stellt Dirge im Kontrast dazu ein schmerzvolles Abschiedslied dar. Die Einspielung – nur als Duett, Dylan am Klavier, Robertson an der Gitarre – gehört zu den intensivsten der ganzen Platte.

## Titelliste
Alle Songs wurden von Bob Dylan geschrieben.
Seite 1
1. On a Night Like This – 2:57
2. Going, Going, Gone – 3:27
3. Tough Mama – 4:17
4. Hazel – 2:50
5. Something There Is About You – 4:45
6. Forever Young – 4:57 (langsame Version)

Seite 2
1. Forever Young – 2:49 (schnelle Version)
2. Dirge – 5:36
3. You Angel You – 2:54
4. Never Say Goodbye – 2:56
5. Wedding Song – 4:42